# 羽田孜
羽田孜（日语：／ Hata Tsutomu ?；1935年8月24日—2017年8月28日）日本政治人物，曾任日本首相。

## 生平
1935年出生於東京都，祖籍為長野縣，曾經為日本自民党竹下派的骨干分子之一，於1992年与小泽一郎一起退出竹下派，1993年退出日本自民党，组建新生党，造成日本自民党丧失执政权。1994年短暂出任日本首相，其後因社會黨、先驅新黨和自民黨達成協議而下台，僅出任64天，為1947年日本國憲法實施後任期最短的首相，羽田孜也成为日本历史上仅次于东久迩宫稔彦王的任期第二短的首相。他在日本时间2017年8月28日早上7时6分，因年龄原因在东京都去世，享壽82岁。9月5日，日本政府决定追授其从二位的品秩。

## 荣誉

### 日本勋章奖章
- 桐花大绶章（2013年4月29日）

### 外国勋章奖章
- 恩里克王子大十字勋章（葡萄牙語：Ordem do Infante D. Henrique）（葡萄牙，1993年12月2日公布[3]）

## 家庭
长子羽田雄一郎曾出任第十七届国土交通大臣和国会议员，2020年罹患2019冠状病毒病而病殁。
議席遺缺則由次子羽田次郎當選。